# Joaquín Tocornal
Joaquín Tocornal Jiménez (Santiago, Reino de Chile, 1788 – ibídem, 1865) fue un político chileno. Ejerció como miembro de la Primera Junta de Gobierno y apoyó la causa independentista. Posteriormente, fue ministro y parlamentario del régimen republicano conservador.

## Biografía
Nació en el año 1788, en Santiago, capital del Reino de Chile y entonces parte del Imperio Español. Era hijo de Juan Bonifacio de Tocornal y Narcisa Jiménez Tordesillas, y hermano de José María y Gabriel José Tocornal Jiménez, también parlamentarios.
El 18 de septiembre de 1810, fue el miembro más joven del Cabildo que formó la Primera Junta de Gobierno. Fue regidor del Cabildo de Santiago (1813 y 1821) y prefecto de Policía (1813) y comandante del Cuerpo Cívico de la misma ciudad (1814). Durante la Organización de la República, en 1823, fue elegido diputado suplente por Talca, aunque nunca fue llamado a la Cámara.
Con el apoyo de Diego Portales, fue designado el 17 de mayo de 1832 como ministro del Interior y Relaciones Exteriores del gobierno de José Joaquín Prieto, y firmó la Constitución de 1833 al formar parte de la Gran Convención. Se convirtió en un bastión de los conservadores y embistió contra el grupo de los filopolitas, liderados por el ministro de hacienda Manuel Rengifo. El asunto se resolvió al volver Portales al gobierno como ministro del Interior, Relaciones Exteriores, Guerra y Marina, y Tocornal pasa a ocupar el Ministerio de Hacienda. Tras el asesinato de Portales, finalmente, Tocornal recuperó la cartera del Interior y se transformó en la figura fundamental del gobierno de Prieto. 
Tras dejar el gobierno, participó en la fundación del Partido Conservador. Ejerció como parlamentario hasta 1843. Murió en 1865.